# Roman Pivarník
Roman Pivarník (* 17. února 1967, Piešťany) je bývalý slovenský fotbalový obránce či záložník, později trenér. Jako hráč působil mimo Slovensko (respektive Československo) na klubové úrovni v Rakousku, Izraeli a Německu. Jako kouč trénoval mimo Slovenskou republiku v Česku, Saúdské Arábii a Rakousku. Po rozdělení Československa si vybral české občanství. Je synovcem fotbalisty Jána Pivarníka.

## Hráčská kariéra
Je odchovancem klubu ZŤS Košice, kde prošel všemi mládežnickými kategoriemi. Jeho prvním angažmá v seniorské kategorii se v roce 1986 stalo mužstvo VTJ Tábor. Po roce odešel do celku Dukla Banská Bystrica, kde strávil rok. V obou těchto týmech absolvoval svoji základní vojenskou službu. Následně působil v českých týmech FK Dukla Praha a SK Sigma Olomouc. V létě 1994 zamířil do zahraničí, upsal se rakouskému mužstvu Rapid Vídeň. S klubem v roce 1995 získal ÖFB-Cup (rakouský pohár). V ročníku 1995/96 jeho tým vybojoval mistrovský titul a zároveň se Rapid dostal do finále Poháru vítězů poháru, kde podlehl klub francouzskému Paris Saint-Germain FC 0:1. O rok později postoupil s Vídní do základní skupiny Ligy mistrů UEFA. V červenci 1997 se stal novou posilou jiného klubu z Rakouska, SV Gerasdorf. Následoval přestup do izraelského celku Bnei Jehuda. V létě 1999 se upsal německému mužstvu FC Carl Zeiss Jena. Po konci ročníku 1999/00 ukončil svoji hráčskou kariéru. V československé a české lize odehrál 119 utkání a dal tři góly. V evropských pohárech nastoupil ve 14 zápasech.

## Ligová bilance
| Ročník                                   | Zápasy | Góly | Klub                  |
| ---------------------------------------- | ------ | ---- | --------------------- |
| 1. československá fotbalová liga 1987/88 | 4      | 0    | Dukla Banská Bystrica |
| 1. československá fotbalová liga 1988/89 | 3      | 0    | Dukla Praha           |
| 1. československá fotbalová liga 1989/90 | 17     | 0    | Dukla Praha           |
| 1. československá fotbalová liga 1990/91 | 22     | 0    | Dukla Praha           |
| 1. československá fotbalová liga 1991/92 | 28     | 1    | Dukla Praha           |
| 1. československá fotbalová liga 1992/93 | 27     | 2    | SK Sigma Olomouc      |
| 1. česká fotbalová liga 1993/94          | 18     | 0    | SK Sigma Olomouc      |
| Rakouská fotbalová Bundesliga 1994/95    | 23     | 3    | SK Rapid Wien         |
| Rakouská fotbalová Bundesliga 1995/96    | 26     | 2    | SK Rapid Wien         |
| Rakouská fotbalová Bundesliga 1996/97    | 10     | 0    | SK Rapid Wien         |
| CELKEM                                   | 178    | 8    |                       |

## Trenérská kariéra
Po konci aktivní hráčské kariéry se v roce 2000 stal trenérem mužstva 1. HFK Olomouc. Následně vedl tým FC Vysočina Jihlava. Po roce přijal nabídku od saúdskoarabského celku Al-Qadisiyah FC. Následoval návrat do Česka, konkrétně do SK Hanácká Slavia Kroměříž. V roce 2006 působil v Rapidu Vídeň, kde byl asistentem trenéra Zellhoffera. Poté převzal slovenské mužstvo Tatran Prešov. V létě 2008 byl jedním z kandidátů na post trenéra rakouské reprezentace, ale nakonec zůstal v Tatranu. V ročníku 2007/08 jeho svěřenci vybojovali postup do nejvyšší soutěže. V dubnu 2011 krátce trénoval mužstvo FK DAC 1904 Dunajská Streda. V létě 2011 se vrátil po osmi letech do Jihlavy. Tým dovedl na jaře 2012 k postupu do 1. ligy, ve které již celek nekoučoval. Před ročníkem 2012/13 podepsal smlouvu na dva roky s týmem SK Sigma Olomouc, který o kouče stál již v minulosti. Olomouc dovedl v červenci 2012 k výhře v českém Superpoháru 2012 (výhra 2:0 nad Libercem) hned na začátku svého působení u mužstva. Mladému olomouckému kádru ordinoval ofenzivní taktiku, která dlouho slavila úspěch, ale v květnu 2013 byl po sérii porážek čtyři kola před koncem ligového ročníku 2012/13 odvolán. Nahradil ho dosavadní asistent Martin Kotůlek. 5. června 2014 se stal trenérem Bohemians Praha 1905, nahradil Luďka Klusáčka, který přispěl k záchraně klubu v 1. české lize v sezoně 2013/14. Bohemians dovedl v ročníku 2014/15 ke konečnému osmému a v následující sezoně k devátému místo. V klubu měl původně kontrakt do léta 2017.

### FC Viktoria Plzeň
25. května 2016 se stal trenérem Viktorie Plzeň, ve které nahradil Karla Krejčího. S vedením klubu uzavřel dvouletý kontrakt s následnou opcí.

#### Sezóna 2016/17
Jeho svěřenci postoupili přes ázerbájdžánský Qarabağ FK (remízy 0:0 a 1:1) do 4. předkola - play-off Ligy mistrů UEFA, což znamenalo jistou podzimní účast Plzně v evropských pohárech. 4. předkolo LM Západočeši proti bulharskému PFK Ludogorec Razgrad výsledkově nezvládli (prohra 0:2 a remíza 2:2) a museli se spokojit s účastí ve skupinové fázi Evropské ligy UEFA. Viktorka byla nalosována do základní skupiny E společně s AS Řím (Itálie), Austria Vídeň (Rakousko) a FC Astra Giurgiu (Rumunsko). Plzeň skončila na třetím místě a do jarní vyřazovací části nepostoupila. 2. dubna 2017 byl po ligové remíze 2:2 s FK Teplice z pozice hlavního trenéra A-týmu Viktorie odvolán, ačkoli mužstvo se nacházelo na 1. místě ligové tabulky.

### FC Zbrojovka Brno
Na přelomu září a října roku 2017 se Pivarník domluvil na dvouleté smlouvě s týmem Zbrojovka Brno. Do Zbrojovky s ním přišel i jeho asistent Tomáš Trucha a trenér brankařů Martin Vaniak. Po šesti kolech druholigového ročníku 2018/19, v nichž brněnská Zbrojovka získala pouhých 7 bodů za 2 vítězství, jednu remízu a tři porážky, jej u zbrojováckého A-mužstva vystřídal bývalý prvoligový hráč Zbrojovky Pavel Šustr.

### FC Fastav Zlín
Po náhlém odchodu Michala Bílka k reprezentaci Kazachstánu se Pivarník stal v lednu 2019 novým trenérem Zlína. Ještě v téže sezoně, tři dny před začátkem nadstavbové části ligy, byl pro neuspokojivé výsledky odvolán. U týmu jej nahradili jeho dosavadní asistenti Jan Kameník, David Hubáček a Otakar Novák.

### Al-Tadamon SC
S kuvajtským klubem Al-Tadamon SC uzavřel trenérskou smlouvu na sezónu 2021/22 s opcí.

## Úspěchy

### Hráčské
Rapid Vídeň
- mistr rakouské ligy 1995/96
- vítěz rakouského poháru 1994/95
- finalista Poháru vítězů pohárů 1995/96

### Trenérské
Tatran Prešov
- postup do 1. slovenské ligy 2007/08

FC Vysočina Jihlava
- postup do 1. české ligy 2011/12

SK Sigma Olomouc
- vítěz českého Superpoháru 2012

FC Viktoria Plzeň
- postup do skupinové fáze Evropské ligy UEFA 2016/17

### Individuální
- Trenér měsíce české ligy: 5/2015[18]